# Те Ата
Те Ата (полное имя Те Ата Фишер (англ. Te Ata Fisher), урождённая Мэри Фрэнсис Томпсон (англ. Mary Frances Thompson); 1895—1995) — американская актриса индейского происхождения (народ чикасо), а также сказительница.
Стала известна тем, что рассказывала истории о коренных американцах. Выступала в качестве представителя коренного населения Америки на государственных обедах у президента Франклина Рузвельта в 1930-х годах. Была введена в Зал славы Оклахомы в 1957 году, названа первым сокровищем штата Оклахома в 1987 году и введена в Зал славы народа чикасо в 1990 году.

## Биография
Родилась 3 декабря 1895 года в местечке Эмет индейского племени чикасо (ныне город Тишоминго в округе Джонстон этого же штата) в семье Томаса и Берти Томпсон. Имя Те Ата (на языке маори аборигенов Новой Зеландии значит «утро») ей было дано в детстве неизвестным человеком. Ее дядя — Дуглас Джонстон — был последним правителем народа чикасо.

### Образование
Учиться начала в племенной школе, через два года ее отправили в школу-интернат для девочек чикасо — Bloomfield Academy. Там она познакомилась с учительницей Мюрэль Райт, которая стала впоследствии для Те Аты примером для подражания. Затем окончила школу в Тишоминго со званием salutatorian. Осенью 1915 года Те Ата начала обучение в женском колледже Oklahoma College (ныне университет Университет науки и искусств Оклахомы, USAO) в городе Чикашей, который окончила в 1919 году. Во время обучения в колледже, она работала ассистентом в местном театре у театрального инструктора Фрэнсиса Дэвиса, где впервые познакомилась со сценой.

### Деятельность
Именно Дэвис предложил Те Ате использовать истории коренных американцев для выступлений перед зрителями в женском колледже Оклахомы. На последнем курсе обучения она исполняла песни и повествовала о разных племенах индейцев. Будучи хорошо принятой, ее попросили выступить в университете Оклахомы и в других учреждениях штата. После окончания обучения ей было предложено участвовать в движении Шатокуа вместе с композитором Thurlow Lieurance. Этот позволило Те Ате путешествовать по Соединенным Штатам и способствовало росту ее таланта как исполнителя.
Затем она прошла обучение в театре при Университете Карнеги — Меллона в Питтсбурге, Пенсильвания; после чего переехала в Нью-Йорк, где выступала в нескольких бродвейских постановках — наиболее заметной её ролью была Андромаха в трагедии «Троянки» Еврипида. Но всё же Те Ата решила сосредоточиться на своих сольных выступлениях, исполняя песни американских коренных жителей и рассказывая истории про них, достигнув в этом творчестве большого успеха. Она выступала в особняке губернатора Нью-Йорка Франклина Рузвельта; присутствовала на первом государственном ужине в Белом доме, когда он стал президентом США. В 1939 году Те Ата выступала в нью-йоркском Гайд-парке, когда чету Рузвельтов посещали английские король Георг VI и королева Елизавета. Король и rоролева пригласили Те Ату выступить в Англии. Она совершила много поездок по Соединённым Штатам, посетила Данию, Швецию, Эстонию, Финляндию, Англию, Перу, Гватемалу, Канаду, Юкатан и Мексику.
Умерла 25 октября 1995 года в городе Оклахома-Сити. Её тело было кремировано, пепел развеян над рекой Pennington Creek в Тишоминго.

## Личная жизнь
28 сентября 1933 года Те Ата вышла замуж за доктора Джорджа Фишера из Bacone Indian University; свадьба состоялась в городе Маскоги. Через своего мужа Те Ата приобрела много друзей, включая первую леди Элеонору Рузвельт, Джима Торпа и Вуди Крамбо. Её познакомили с Альбертом Эйнштейном, Генри Фордом, Джоном Берроузом, Томасом Эдисоном, Кларком Уисслером.

## Признание

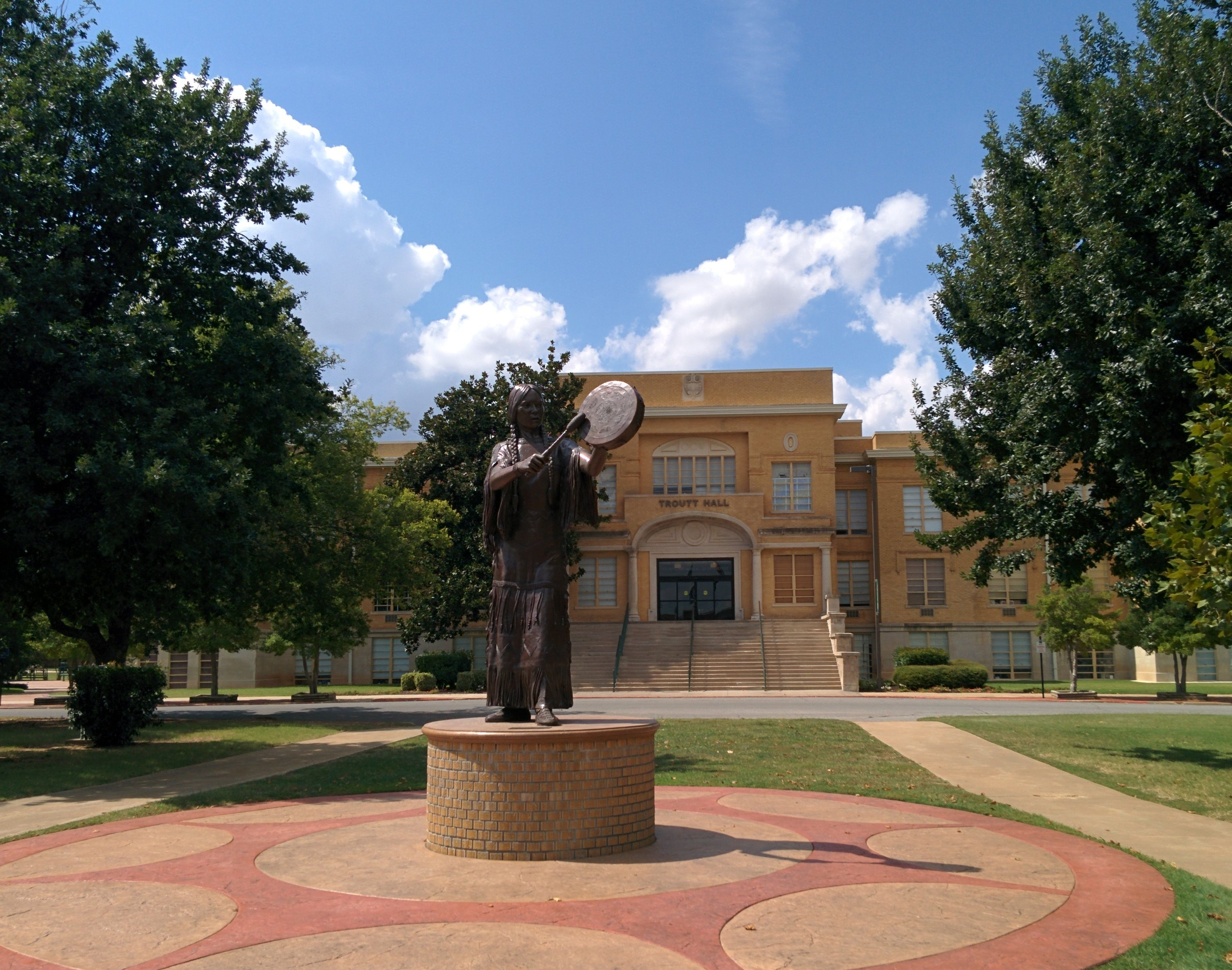
Памятник Те Ате в кампусе USAO

Её выступления были отмечены различными наградами.
О жизни Те Аты писа́лось во многих книгах, пьесах и журналах. В 1924 году ей была посвящена отдельная статья в женском журнале McCall’s в серии Types of American Beauty. В 1976 году журналом Ladies' Home Journal она была признана женщиной года.
Именем Те Аты было названо озеро в штате Нью-Йорк (Lake Te Ata).
В 2012 году роль Те Аты сыграна актрисой Кумико Кониси в фильме «Гайд-Парк на Гудзоне», который был посвящён встрече Франклина Рузвельта, короля Георга VI и королевы Елизаветы (в фильме Те Ата выступает перед королём и королевой, как и в 1939 году).
В 2016 году вышел байопик «Те Ата» Натана Франковски (в роли Те Аты — К’орианка Килчер).